# Могила уманського полковника Івана Ганжі
      Могила уманського полковника і соратника Богдана Хмельницького Івана Ганжі - пам’ятка історії національного значення. 
Могила уманського полковника і соратника Богдана Хмельницького Івана Ганжі розташована в 0,5 км від південно-західній околиці села Пилява. 
На підставі рішення виконавчого комітету Хмельницької обласної ради депутатів трудящих від 25.03.1971 р. № 84 «Про затвердження списків пам’ятників загальносоюзного і республіканського значення, розташованих на території області», пам’ятка була визначена наказом Міністерства культури України від 15.06.1999 року за № 393/3643 об’єкт , як пам’ятка  національного надбання. Згідно постанови Кабінету  Міністрів України  від 03.09.2009 р. за № 928 занесена до Державного реєстру нерухомих пам’яток України.
       В могилі похований Іван Ганжа (рік народження невідомий - помер у вересні 1648 року) – український військовий діяч, уманський полковник /1648/, сподвижник Б. Хмельницького. За деякими даними – татарин за походженням, Учасник козацьких походів на Чорне море. В ніч з 23 на 24.4./з 3 на 4.5/ 1648 напередодні битви під Жовтими Водами, за дорученнями Б. Хмельницького, переконав реєстрових козаків /4 тис. чоловік/ у Кам’яному Затоні на Дніпрі /поблизу нинішнього села Дніпровокамя’нки Верхньодніпровського району Дніпропетровської області/ приєднатись до української армії. Учасник Корсунської битви 1648. В червні 1648 в ході боїв з польськими військами козацький загін на чолі з Ганжою визволив Умань і Тульчин. Влітку 1648 Ганжа був призначений уманським полковником. Загинув у Пилявецький битві 1648.

## Особистість Іван Ганжа
Щодо особи Івана Ганжі і місця його загибелі Степанков В./Камянець-Подільський/ у 1995 р. на всеукраїнський науково-практичній конференції «Пилявецька битва  1648 року в історії України» /Стара Синява, - с.17/ висуває іншу версію.  
Існує ще версія, що І. Ганжа був похований в братській могилі з іншими козаками. Є ще одна версія начебто похований І.Ганжа не полковник, а простий козак – однофамілець. 

## Кам'яний обеліск
У 1954 р. на могилі Івана Ганжі було встановлено кам'яний обеліск з написом: Тут 11 вересня 1648 р. під час народно-визвольної війни проти польської шляхти поліг смертю хоробрих полковник Ганжа - бойовий сподвижник Б. Хмельницького». У 1967 р. пам'ятник замінено на гранітну брилу (h – 1,7 м) з одного боку шліфовану, з написом.